# Cło zaporowe
Cło zaporowe – inaczej prohibicyjne albo protekcyjne, wysokie cło wprowadzane z myślą o niedopuszczeniu (import) pewnych towarów na dany rynek krajowy, względnie uniemożliwieniu wywozu (eksport) danych towarów z rynku krajowego.
Cło zaporowe jest nakładane na towary importowane w celu obniżenia ich podaży, tak aby osłabić ich konkurencyjność wobec produktów krajowych. Obok kontyngentów cła zaporowe są głównym przejawem protekcjonizmu państwa. Może wynosić nawet 100% wartości towaru, a nawet 760% tak jak w latach 80. w Chile (przed reformą generała Augusto Pinocheta).